# 海福雷斯特 (明尼蘇達州)
海福雷斯特（英語：High Forest）是位於美國明尼蘇達州奧姆斯特德縣的一個普查規定居民點。

## 歷史
海福雷斯特於1855年成立，得名自當地的森林。海福雷斯特的郵局於1858年設立，其後於1902年停運。

## 人口
根據2020年美國人口普查的數據，海福雷斯特的面積為0.85平方千米，皆為陸地。當地共有人口126人，而人口密度為每平方千米148.24人。